# Erigonins
Erigoninae és una subfamília d'aranyes araneomorfes de la família Linyphiidae. És una de les subfamilies més nombroses de teixidores de làmines, amb més de 2.000 espècies descrites. Moltes d'elles viuen a la fullaraca i construeixen minúscules xarxes de fulls.

## Descripció
La majoria són aranyes molt petites (algunes de menys d'1 mm, molt poques fins a 6 mm). Molts mascles tenen projeccions estranyes a la seva closca, incloent-hi lòbuls, torretes, solcs, fosses i pèls modificats. La funció d'aquestes projeccions s'entén poc, però se suposa que està relacionada amb el festeig. En algunes espècies s'ha observat que les femelles agafaven els mascles per les fosses o solcs durant la còpula, utilitzant els seus quelícers. Més tard van ingerir secrecions produïdes per les glàndules prosòmiques masculines després de dipositar-hi líquid semblant a la saliva.

## Distribució
Hi ha més de 300 espècies al nord d'Europa, que comprenen aproximadament una quarta part de la fauna d'aranya que hi ha. Se'n coneixen uns 650 d'Amèrica del Nord. Tot i que són el grup d'aranyes dominant de les regions temperades i fredes de l'hemisferi nord, són menys diverses a l'hemisferi sud. No s'ha trobat cap espècie autòctona de Nova Zelanda i Austràlia.

## Gèneres
Llista de gèneres de la subfamília Erigoninae:
| Índex A B C D E F G H I J K L M N O P Q R S T U V W X Y Z |

### A
- Abacoproeces - Aberdaria - Acartauchenius - Adelonetria - Afribactrus - Ainerigone - Alaxchelicera - Alioranus - Allotiso - Anacornia - Annapolis - Anodoration - Anthrobia - Aphileta - Apobrata - Aprifrontalia - Arachosinella - Araeoncus - Archaraeoncus - Arcterigone - Asemonetes - Asemostera - Asiceratinops - Asiophantes - Asperthorax - Asthenargellus - Asthenargoides - Asthenargus - Atypena

### B
- Bactrogyna - Baryphyma - Baryphymula - Bathylinyphia - Batueta - Bisetifer - Bishopiana - Blestia - Brachycerasphora - Bursellia

### C
- Caleurema - Callitrichia - Cameroneta - Canariellanum - Caracladus - Carorita - Catacercus - Catonetria - Caucasopisthes - Cautinella - Caviphantes - Ceraticelus - Ceratinops - Ceratinopsidis - Ceratinopsis - Ceratocyba - Chaetophyma - Cheniseo - Chenisides - Cherserigone - Chthiononetes - Cinetata - Clitolyna - Cnephalocotes - Collinsia - Coloncus - Comorella - Concavocephalus - Connithorax - Coreorgonal - Crosbyarachne - Crosbylonia - Ctenophysis

### D
- Dactylopisthes - Dactylopisthoides - Deelemania - Delorrhipis - Dendronetria - Diastanillus - Dicornua - Dicymbium - Didectoprocnemis - Diechomma - Diplocentria - Diplocephaloides - Diplocephalus - Disembolus - Dismodicus - Dolabritor - Donacochara - Drepanotylus - Dresconella - Dumoga - Dunedinia

### E
- Eborilaira - Elgonia - Emenista - Enguterothrix - Entelecara - Eordea - Epiceraticelus - Epiwubana - Eridantes - Erigone - Erigonella - Erigonidium - Erigonoploides - Erigonoplus - Erigonops - Erigophantes - Eskovia - Eskovina - Esophyllas - Eularia - Evansia

### F
- Fissiscapus - Floricomus - Florinda - Frederickus

### G
- Gibothorax - Gigapassus - Glyphesis - Gnathonargus - Gnathonarium - Gnathonaroides - Gonatium - Gonatoraphis - Goneatara - Gongylidiellum - Gongylidioides - Gongylidium - Gorbothorax - Grammonota - Gravipalpus

### H
- Habreuresis - Halorates - Haplomaro - Heterotrichoncus - Hilaira - Holma - Holmelgonia - Holminaria - Horcotes - Houshenzinus - Hubertella - Hybauchenidium - Hybocoptus - Hylyphantes - Hypomma - Hypselistes - Hypselocara - Hypsocephalus

### I
- Ibadana - Iberoneta - Icariella - Intecymbium - Islandiana - Ivesia - Ivielum

### J
- Jacksonella - Janetschekia - Johorea

### K
- Karita - Kikimora - Kolymocyba - Kratochviliella

### L
- Labicymbium - Laminacauda - Lasiargus - Leptorhoptrum - Leptothrix - Lessertia - Lessertinella - Locketiella - Locketina - Lophomma - Lucrinus - Lygarina

### M
- Machadocara - Maculoncus - Masikia - Maso - Masoncus - Masonetta - Mecopisthes - Mecynargoides - Mecynargus - Mecynidis - Mermessus - Metapanamomops - Metopobactrus - Micrargus - Microcentria - Microctenonyx - Microcyba - Microplanus - Miftengris - Millidgella - Millplophrys - Minicia - Minyrioloides - Minyriolus - Mioxena - Mitrager - Moebelia - Moebelotinus - Monocephalus - Monocerellus - Moyosi - Murphydium - Mycula - Myrmecomelix

### N
- Nasoona - Nasoonaria - Nematogmus - Nenilinium - Neocautinella - Neodietrichia - Neoeburnella - Neomaso - Neserigone - Nipponotusukuru - Nispa - Notiogyne - Notiomaso - Notioscopus

### O
- Oculocornia - Oedothorax - Oia - Oinia - Okhotigone - Onychembolus - Oreocyba - Oreoneta - Orfeo - Orientopus - Origanates - Ostearius - Ouedia

### P
- Pachydelphus - Paikiniana - Panamomops - Paracornicularia - Paraeboria - Paraeboria - Paraglyphesis - Paragongylidiellum - Paraletes - Paranasoona - Parapelecopsis - Parasisis - Paratapinocyba - Paratmeticus - Parhypomma - Pelecopsidis - Pelecopterna - Peponocranium - Perlongipalpus - Perregrinus - Perro - Phanetta - Phyllarachne - Piesocalus - Plaesianillus - Platyspira - Pocadicnemis - Praestigia - Primerigonina - Prinerigone - Procerocymbium - Proislandiana - Pronasoona - Pseudocarorita - Pseudocyba - Pseudogonatium - Pseudohilaira - Pseudomaro - Pseudomaso - Pseudomicrargus - Pseudomicrocentria - Pseudoporrhomma - Pseudotyphistes - Psilocymbium

### R
- Rhabdogyna - Ringina - Russocampus

### S
- Saitonia - Saloca - Satilatlas - Sauron - Savignia - Savigniorrhipis - Scandichrestus - Schistogyna - Sciastes - Scirites - Scironis - Scolecura - Scolopembolus - Scotargus - Scotinotylus - Scylaceus - Scyletria - Semljicola - Shaanxinus - Shanus - Sibirocyba - Silometopoides - Silometopus - Simplicistilus - Sintula - Sisicottus - Sisicus - Sisis - Sisyrbe - Sitalcas - Smermisia - Smodix - Soucron - Souessa - Souessoula - Sougambus - Souidas - Soulgas - Spanioplanus - Sphecozone - Spirembolus - Strandella - Strongyliceps - Styloctetor - Subbekasha - Symmigma

### T
- Tachygyna - Taibainus - Taibaishanus - Tanasevitchia - Tapinocyba - Tapinotorquis - Tarsiphantes - Ternatus - Tessamoro - Thaiphantes - Thaleria - Thapsagus - Thaumatoncus - Thyreobaeus - Thyreosthenius - Tibiaster - Tibioploides - Tibioplus - Tiso - Tmeticus - Tojinium - Toltecaria - Trachelocamptus - Traematosisis - Trematocephalus - Trichobactrus - Trichoncoides - Trichoncus - Trichopterna - Triplogyna - Troxochrota - Troxochrus - Tubercithorax - Tuganobia - Tunagyna - Turbinellina - Tusukuru - Tutaibo - Tybaertiella - Typhistes - Typhochrestinus - Typhochrestoides - Typhochrestus

### U
- Ummeliata - Ussurigone - Uusitaloia

### V
- Venia - Vermontia - Viktorium

### W
- Wabasso - Walckenaeria - Walckenaerianus - Wiehlea - Wiehlenarius - Wubana

### Y
- Yakutopus

### Z
- Zerogone - Zornella - Zygottus